# Prostitucija u Europi
██ prostitucija je zakonita i regulirana, bordeli su legalni i regulirani
██ prostitucija je zakonita i regulirana, bordeli nisu legalni
██ prostitucija je zakonita, ali nije regulirana, bordeli nisu legalni
██ prostitucija je nezakonita, prostitutke podložne kaznenom progonu
██ prostitucija je nezakonita, korisnici usluga podložni kaznenom progonu (ne prostitutke)
██ nema podataka
Zakonitost prostitucije u Europi varira od države do države. Neke zemlje odbacuju pojam spolnog odnošenja za novac, dok neke zabranjuju većinu oblika nabave (poput bordela), ali dopuštaju prostituciju samu po sebi. U osam europskih država (Nizozemska, Njemačka, Austrija, Švicarska, Grčka, Turska, Mađarska i Latvija) prostitucija je zakonita i regulirana. Stupanj borbe protiv prostitucije razlikuje se od države do države, od regije do regije, od grada do grada. U mnogim mjestima postoji velika razlika između napisanih zakona i njihova provođenja u praksi. Politika u vezi prostitucije odraslih varira od države do države, ali su dječja i prisilna prostitucija zabranjene u cijeloj Europi.